# Fatma Nasser
Fatma Nasser (arabe : فاطمة ناصر), de son vrai nom Fatma Baazaoui, née le 27 octobre 1978 à Sfax, est une actrice tunisienne. Elle a joué dans de nombreuses productions tunisiennes et égyptiennes,.
L'actrice est diplômée en gestion hôtelière de l’École supérieure de commerce de Tunis.

## Filmographie

### Cinéma

#### Longs métrages
- 2007 : Ala El Hawa d'Ehab Almey
- 2007 : Asad We Arbaa Otat (Lion and Four Cats) de Sameh Abdel Aziz et Hazem Fouda
- 2009 : Ehky Ya Shahrzad (Tell Us, Shahrazad) de Yousry Nasrallah et Wael Mandour
- 2009 : Femmes du Caire de Yousry Nasrallah
- 2010 : Bentein Men Masr (Two Girls From Egypt) de Mohamed Amin et Saif Al Saher
- 2015 : Sukkar Mor (Bitter Sugar) de Hani Khalifa et Mohamed Abou Geereu
- 2015 : Horra (Libre) de Moez Kamoun (ar)[4]

#### Courts métrages
- 2006 : Advertisement d'Amr Salama et Mohamed Shaker Khodeir
- 2010 : Linge sale de Malik Amara

### Télévision

#### Séries tunisiennes
- 2008 : Maktoub (saison 1) de Sami Fehri : Nadia
- 2012 : Onkoud El Ghadhab de Naïm Ben Rhouma

#### Séries égyptiennes
- 2011-2013 : Abed Kerman (ar) de Nader Galal (ar) et Mohamed Saeed Abdalla
- 2012 : Al Montaqem (ar)
- 2012 : Al Horoub Men El Garb de Khaïri Bechara
- 2013 : Al Saffaa
- 2014 : Showreel
- 2015 : Mawlana Al Asheq
- 2015 : Oreedo Rajolan (I Want a Man) de Mohamed Mostafa et Batoul Arafa
- 2015 : Baâd El Bedaya (After the Beginning) d'Ahmed Khaled Moussa
- 2015 : Mawlana El-Aasheq (Our Saint the Lover) d'Osman Abou Laban

#### Séries syriennes
- 2009 : Al Hob w Assalam